# Тургут Реис (квартал в Есенлер)
„Тургут Реис“ (на турски: Turgutreis) е квартал на Истанбул, разположен в околия Есенлер. Общата му площ е 0,59 км2. Според данни на Адресната система за регистриране на населението (ABPRS) към 2023 г. населението на „Тургут Реис“ е 43 970 жители.